# Athlétisme à l'Universiade d'été de 1967
Navigation
Budapest 1965 Turin 1970
Les épreuves d'athlétisme de l'Universiade d'été de 1967 se sont déroulées à Tokyo, au Japon.

## Résultats

### Hommes
| 100 m | Gaoussou Koné 10 s 4                                                                          | Tommie Smith 10 s 5                                                              | Ippolito Giani 10 s 7                                                   |
| 200 m | Tommie Smith 20 s 7 (CR)                                                                      | Menzies Campbell 21 s 2                                                          | Ippolito Giani 21 s 3                                                   |
| 400 m | Ingo Röper 46 s 0 (CR)                                                                        | Helmar Müller 46 s 6                                                             | Sergio Bello 46 s 7                                                     |
| 800 m | Ralph Doubell 1 min 46 s 7 (CR)                                                               | Franz-Josef Kemper 1 min 46 s 7                                                  | Bodo Tümmler 1 min 47 s 8                                               |
| 1 500 m | Bodo Tümmler 3 min 43 s 4 (CR)                                                                | Dave Bailey 3 min 43 s 5                                                         | Gianni del Buono 3 min 44 s 0                                           |
| 5 000 m | Keisuke Sawaki 14 min 03 s 8                                                                  | Van Nelson 14 min 05 s 4                                                         | John Jackson 14 min 06 s 6                                              |
| 10 000 m | Keisuke Sawaki 29 min 00 s 0                                                                  | Van Nelson 29 min 00 s 6                                                         | Lutz Philipp 29 min 21 s 4                                              |
| 110 m haies | Eddy Ottoz 13 s 9                                                                             | Ron Copeland 14 s 0                                                              | Pierre Schoebel 14 s 3                                                  |
| 400 m haies | Ron Whitney 49 s 8 (CR)                                                                       | John Sherwood 50 s 2                                                             | Kiyoo Yui 51 s 2                                                        |
| 3000 m steeple | Jouko Kuha 8 min 38 s 2                                                                       | John Jackson 8 min 42 s 8                                                        | Nobuyoshi Miura 8 min 52 s 2                                            |
| 4 × 100 m | Italie Vittorio Roscio Ennio Preatoni Ippolito Giani Livio Berruti 39 s 8 (CR)                | Japon Naoki Abe Junji Ishikawa Yosiyuki Moriya Shinji Ogura 40 s 2               | Royaume-Uni Bob Frith Menzies Campbell Mike Hauck Jim Barry 40 s 3      |
| 4 × 400 m | Allemagne de l'Ouest Werner Thiemann Rolf Krüsmann Helmar Müller Ingo Röper 3 min 06 s 7 (CR) | Royaume-Uni Howard Davies Mike Hauck Menzies Campbell John Sherwood 3 min 06 s 7 | Australie Ralph Doubell Peter Griffin Phil King Greg Lewis 3 min 08 s 4 |
| Saut en hauteur | Miodrag Todosijevic 2,05 m                                                                    | Hidehiko Tomizawa 2,05 m                                                         | Hiromasa Kinoshita 2,05m                                                |
| Saut à la perche | Heinfried Engel 5,00 m (CR=)                                                                  | Bob Seagren 4,80 m                                                               | Alain Moreaux 4,80 m                                                    |
| Saut en longueur | Naoki Abe 7,71 m                                                                              | Graham Taylor 7,65 m                                                             | Pertti Pousi 7,57 m                                                     |
| Triple saut | Michael Sauer 16,07 m                                                                         | Pertti Pousi 15,94 m                                                             | Giuseppe Gentile 15,84 m                                                |
| Lancer du poids | Neal Steinhauer 19,19 m                                                                       | Traugott Glöckler 18,59 m                                                        | Antero Juntto 17,24 m                                                   |
| Lancer du disque | Gary Carlsen 59,84 m (CR)                                                                     | Hein-Direck Neu 55,34 m                                                          | Neal Steinhauer 53,16 m                                                 |
| Lancer du marteau | Yoshihisa Ishida 64,94 m                                                                      | Heiner Liewald 62,18 m                                                           | Shigenobu Murofushi 61,76 m                                             |
| Lancer du javelot | Dave Travis 76,64 m                                                                           | Michel Pougheon 70,34 m                                                          | Hisao Yamamoto 67,72 m                                                  |
| Décathlon | Hans-Joachim Walde 7 819 pts                                                                  | Jörg Mattheis 7 486 pts                                                          | Bernard Castang 7 444 pts                                               |
| Records et Performances - AR : Record continental (area record) - CR : Record des championnats (championship record) - MR : Record du meeting (meet record) - NR : Record national (national record) - OR : Record olympique (olympic record) - PR : Record paralympique (paralympic record) - PB : Record personnel (personal best) - SB : Meilleure performance personnelle de la saison (season's best) - WL : Meilleure performance mondiale de l'année (world leader) - WJR : Record du monde junior (world junior record) - WR : Record du monde (world record) Circonstances et Conditions - DNF : N'a pas terminé (did not finish) - DNS : N'a pas pris le départ (did not start) - DQ : Disqualification (disqualification) - NM : Aucun essai valable enregistré (No Mark) - Q : Qualifié « directement » au prochain tour (ou à la prochaine compétition), lors d'une compétition majeure, grâce au classement ou à la réalisation des minima (automatic qualifier) - q : Qualifié au prochain tour (ou à la prochaine compétition), lors d'une compétition majeure, grâce au repêchage ou à la réalisation de l'une des meilleures performances parmi celles des « non qualifiés directement » (grâce au meilleur temps ou à la meilleure distance par exemple) (secondary qualifier) |                                                                                               |                                                                                  |                                                                         |

### Femmes
| 100 m | Barbara Ferrell 11 s 6                                                              | Gabrielle Meyer 11 s 7                                                  | Gerlind Beyrichen 12 s 1                                                                            |
| 200 m | Gabrielle Meyer 23 s 8                                                              | Barbara Ferrell 23 s 9                                                  | Jannette Champion 24 s 7                                                                            |
| 400 m | Elisabeth Östberg 55 s 4                                                            | Gabriele Grossekettler 56 s 0                                           | Biruta Vilmanis 56 s 5                                                                              |
| 800 m | Madeline Manning 2 min 06 s 8                                                       | Abby Hoffman 2 min 08 s 5                                               | Elisabeth Östberg 2 min 08 s 9                                                                      |
| 80 m haies | Françoise Masse 11 s 3                                                              | Sheila Garnett 11 s 3                                                   | Ayako Natsume 11 s 3                                                                                |
| 4 × 100 m | France Anne-Marie Grosse Françoise Masse Michèle Alayrangues Gabrielle Meyer 46 s 5 | Japon Miho Sato Ritsuko Sukegawa Miyoko Tsujishita Ayoko Natsume 46 s 5 | Allemagne de l'Ouest Bärbel Palmi Marlies Fünfstück Gabriele Großekettler Gerlinde Beyrichen 46 s 8 |
| Saut en hauteur | Mami Takeda 1,68 m                                                                  | Linda Knowles 1,68 m                                                    | Liese Prokop 1,68 m                                                                                 |
| Saut en longueur | Sheila Parkin 6,32 m                                                                | Bärbel Palmié 6,17 m                                                    | Anne-Marie Grosse 5,96 m                                                                            |
| Lancer du poids | Liesel Westermann 15,30 m                                                           | Ryoko Sugiyama 15,04 m                                                  | Brigitte Berendonk 14,36 m                                                                          |
| Lancer du disque | Liesel Westermann 59,22 m (CR)                                                      | Brigitte Berendonk 53,16 m                                              | Iris Malnig 46,16 m                                                                                 |
| Lancer du javelot | RaNae Bair 52,98 m                                                                  | Sakiko Hara 48,38 m                                                     | Michèle Demys 48,20 m                                                                               |
| Pentathlon | Liese Prokop 4 465 pts                                                              | Michiko Okamoto 4 355 pts                                               | Pirkko Heikkilä 4 274 pts                                                                           |
| Records et Performances - AR : Record continental (area record) - CR : Record des championnats (championship record) - MR : Record du meeting (meet record) - NR : Record national (national record) - OR : Record olympique (olympic record) - PR : Record paralympique (paralympic record) - PB : Record personnel (personal best) - SB : Meilleure performance personnelle de la saison (season's best) - WL : Meilleure performance mondiale de l'année (world leader) - WJR : Record du monde junior (world junior record) - WR : Record du monde (world record) Circonstances et Conditions - DNF : N'a pas terminé (did not finish) - DNS : N'a pas pris le départ (did not start) - DQ : Disqualification (disqualification) - NM : Aucun essai valable enregistré (No Mark) - Q : Qualifié « directement » au prochain tour (ou à la prochaine compétition), lors d'une compétition majeure, grâce au classement ou à la réalisation des minima (automatic qualifier) - q : Qualifié au prochain tour (ou à la prochaine compétition), lors d'une compétition majeure, grâce au repêchage ou à la réalisation de l'une des meilleures performances parmi celles des « non qualifiés directement » (grâce au meilleur temps ou à la meilleure distance par exemple) (secondary qualifier) |                                                                                     |                                                                         | |

## Tableau des médailles
| Rang  | Nation               | Or | Argent | Bronze | Total |
| ----- | -------------------- | -- | ------ | ------ | ----- |
| 1     | Allemagne de l'Ouest | 8  | 9      | 5      | 22    |
| 2     | États-Unis           | 7  | 6      | 1      | 14    |
| 3     | Japon                | 5  | 6      | 6      | 17    |
| 4     | France               | 3  | 2      | 5      | 10    |
| 5     | Royaume-Uni          | 2  | 6      | 3      | 11    |
| 6     | Italie               | 2  | 0      | 5      | 7     |
| 7     | Finlande             | 1  | 1      | 3      | 5     |
| 8     | Australie            | 1  | 1      | 2      | 4     |
| 8     | Autriche             | 1  | 0      | 2      | 3     |
| 10    | Suède                | 1  | 0      | 1      | 2     |
| 11    | Côte d'Ivoire        | 1  | 0      | 0      | 1     |
| 11    | Yougoslavie          | 1  | 0      | 0      | 1     |
| 13    | Canada               | 0  | 2      | 0      | 2     |
| Total | Total                | 33 | 33     | 33     | 99    |